# Richard Blood, Jr.
Richard Blood Jr. (7 de julio de 1987) es un luchador profesional estadounidense retirado, más conocido por su nombre en el ring como Richie Steamboat.
Ha sido el Campeón Peso Pesado de Florida de la FCW, el Campeón en Parejas de Florida de la FCW con Seth Rollins y el Campeón 15 de la FCW, siendo con todo esto un Gran Campeón.
Richie es hijo del miembro del Salón de la Fama de la WWE, Ricky Steamboat.

## Carrera

### Entrenamiento y debut
Blood estudió en la Lake Norman High School de Mooresville, Carolina del Norte, donde fue linebacker del equipo de fútbol americano durante cuatro temporadas y practicó lucha libre olímpica. Steamboat ganó cuatro veces el AAU North Carolina State Championship y también ganó un segundo lugar. Luego, Blood ganó el Tournament of Champions en Cincinnati, Ohio, donde su padre lo estuvo apoyando en todo momento. Richie después obtuvo una beca de estudios en fútbol americano y lucha libre, lo cual le permitió entra en la Universidad Clemson de Clemson, Carolina del Sur.
Blood ingresó a la Harley Race's Wrestling Academy para comenzar sus entrenamientos de lucha libre profesional, donde fue entrenado primeramente por Harley Race y después continuó su preparación en Exodus Wrestling Alliance con George South. Steamboat debutó en la Premiere Wrestling Showcase en Statesville, Carolina del Norte bajo el nombre de Ricky Steamboat, Jr., derrotando a George South, Jr. el 25 de julio de 2008.

### Circuito Independiente (2008 - 2009)
Steamboat continuo luchando en la Exodus Wrestling Alliance, donde el 9 de agosto de 2008 ganó el EWA Florida Heavyweight Championship tras derrotar a Mr. Florida, sin embargo, dejó el título vacante el 4 de septiembre cuando volvió a Charlotte, Carolina del Norte. El 19 de septiembre debutó en World League Wrestling, haciendo equipo con Naomichi Marufuji para vencer a Bao Nguyen y Takeshi Morishima. El 4 de octubre luchó en un 9-Man Battle Royal por el WLW Heavyweight Championship, sin embargo el vencedor fue Go Shiozaki. El 31 de octubre, derrotó a Terry Murdoch, ganando el EWA Missouri Heavyweight Championship. El 25 de noviembre de 2008 derrotó a Bobby Eaton ganándose el Georgia Heavyweight Title de la EWA. El 6 de enero de 2009, Steamboat dejó vacantes sus títulos de Exodus Wrestling Alliance para viajar a Japón con la Pro Wrestling NOAH, como parte de las relaciones de trabajo entre NOAH y World League Wrestling.
Steamboat llegó a Japón, donde continuó con se entrenamiento dentro del NOAH Dojo e hizo su debut en NOAH el 23 de enero de 2009 en el evento The First Navigation 2009, siendo derrotado por Makoto Hashi. El 15 de febrero del mismo año, se unió a Doug Williams para enfrentarse a Naomichi Marufuji y Atsushi Aoki, saliendo como ganadores los japoneses. El 8 de marzo realizó su última lucha en Japón, luchando dentro de Kensuke Office Pro-Wrestling a lado de Ippei Ota, perdiendo a manos de Katsuhiko Nakajima y Takashi Okita en el evento estelar. Después de esto, Steamboat regresó a Eldon, Misuri para seguir su entrenamiento en World League Wrestling.
En su regreso a Estados Unidos, Blood participó en el "Queen City Tag Team Classic Tournament 2009" de NWA Charlotte, sin embargo perdió en la primera ronda a lado de Zack Salvation frente a The American Gangsters (Frank & Nicky). Luego participó en un Triple Threat Match por el WLW Heavyweight Championship contra Brian Breaker y Superstar Steve, reteniendo este último su título. Al día siguiente, luchó contra Rikki Nelson por el NWA Mid-Atlantic Junior Heavyweight Championship, pero salió derrotado.
El 24 de julio de 2009, Steamboat debutó para la World Wrestling Council derrotando a "The Havana Pitbull" Ricky Reyes. En el evento Summer Madness celebrado en Bayamón, Puerto Rico, Richie hizo equipo con su padre Ricky Steamboat para luchar en contra de Los Traidores (Orlando Colón e Hiram Tua), saliendo ganadores los Steamboat. Esta lucha se dio luego de que Colón y Tua lo golperan el 8 de agosto en el José Aponte Coliseum de Aibonito, Puerto Rico. Steamboat tuvo un breve paso por la promoción inglesa All Star Wrestling, donde se mantuvo invicto en su estadía en dicho país en el mes de octubre de 2009.

### World Wrestling Entertainment / WWE (2009 - 2013)
Richie Steamboat firmó un contrato con la WWE en diciembre de 2009, siendo mandado para su territorio de desarrollo Florida Championship Wrestling. El 18 de febrero de 2010, Steamboat finalmente hizo su debut en FCW bajo el nombre de Richie Steamboat, perdiendo frente a Heath Slater. Sin embargo, en marzo sufrió una severa lesión en el ligamento cruzado posterior. El 18 de junio de 2010, Steamboat hizo su regreso a Florida Championship Wrestling en el evento Father's Day Salute, venciendo junto a su padre a The Dudebusters (Caylen Croft & Trent Barreta). El 22 de julio de 2010, luchó en el FCW Generations Battle Royal, el cual fue ganado por Wes Brisco. El 5 de septiembre de 2010 en Kissimmee, Florida, luchó por el FCW Florida Heavyweight Championship contra Mason Ryan, sin embargo salió derrotado. Tras esto, empezó un feudo con los Campeones en Parejas de Florida de la FCW Titus O'Neill & Damien Sandow, intentando derrotarle con diferentes compañeros. Finalmente, les derrotó el 25 de marzo de 2011 junto a Seth Rollins, ganando el campeonato. Sin embargo, el 19 de mayo de 2011 perdieron el título a manos de Calvin Raines & Big E Langston. El 12 de enero de 2012, derrotó a Damien Sandow, ganando el Campeonato 15 de la FCW.
Tras retenerlo durante 160 días, lo perdió ante Brad Maddox el 21 de junio de 2012. Sin embargo, el 20 de julio de 2012, derrotó a Rick Victor, consiguiendo por primera vez en su carrera el Campeonato Peso Pesado de Florida. Richie Steamboat fue el último campeón, ya que el 14 de agosto de 2012 quedó desactivado el título al pasar la Florida Championship Wrestling a llamarse NXT Wrestling.
En mayo, Steamboat debutó en WWE NXT en las grabaciones de inauguración de la Universidad Full Sail , derrotando tanto Rick Victor y Leo Kruger en partidos separados.  El último partido fue los cuartos de final en el torneo de Gold Rush para determinar el inaugural Campeón NXT . En el 15 de agosto episodio de NXT, Steamboat fue eliminado por Jinder Mahal en las semifinales.  Steamboat luego empezó un feudo con Kassius Ohno ; Steamboat derrotó Ohno dos veces, pero Ohno realizó exitosos asaltos posteriores a los partidos en Steamboat.  Ohno entonces lesionado y cubrió a Steamboat durante un partido de etiqueta de seis hombres, mientras que el trabajo en equipo con la Ascensión contra Steamboat y la Usos del 17 de octubre episodio de NXT.  Steamboat regresó de una lesión y con decisión cubrió a Ohno en el 21 de noviembre de 2012 episodio de NXT para poner fin a la disputa.
Esta fue su partido televisado final después de sufrir una lesión en la espalda por la que requirió cirugía.  Blood Más de un año después, en diciembre de 2013, se informó había sido liberado de su contrato con la WWE en el 2013. 
El 15 de abril de 2015, Ricky Steamboat informó que su hijo nunca más volvería a luchar debido a su lesión en la espalda.

## En lucha
- Movimientos finales
  - Diving Crossbody[3] - Adoptado de su padre
  - Figure-Four Leglock
  - Gory Neckbreaker[3]
  - Sling Blade (Spinning sitout sleeper slam)[12]
- Movimientos de firma
  - Chop Block
  - Diving Body Press
  - Dropkick[3]
  - Elbow Smash
  - Front Powerslam[3]
  - Shoot Kick
  - Springboard Arm Drag
  - Superkick
- Apodos
  - "The Little Dragon"
  - "The Son of Dragon"

## Campeonatos y logros

### Amateur
- Amateur Athletic Union Wrestling
  - AAU North Carolina State Championship (4 veces)
  - Tournament of Champions

### Profesional
- Exodus Wrestling Alliance
  - EWA Florida Heavyweight Championship (1 vez)[13]
  - EWA Missouri Heavyweight Championship (1 vez)[14]
  - EWA Georgia Heavyweight Championship (1 vez)[15]
- Florida Championship Wrestling
  - FCW Florida Heavyweight Championship (1 vez)
  - FCW 15 Championship (1 vez)
  - FCW Florida Tag Team Championship (1 vez) - con Seth Rollins[16]
  - Grand Slam Championship (Segundo)

- Pro Wrestling Illustrated
  - Situado en el Nº364 en los PWI 500 de 2010[17]
  - Situado en el Nº206 en los PWI 500 de 2011[18]
  - Situado en el Nº293 en los PWI 500 de 2013[19]